# Aeroporto Internacional Silvio Pettirossi
O Aeroporto Internacional Silvio Pettirossi (IATA: ASU, ICAO: SGAS) é o aeroporto mais movimentado do Paraguai. Está localizado na cidade de Luque, servindo assim a capital, Assunção.
O nome do aeroporto corresponde ao famoso aviador paraguaio Silvio Pettirossi. Anteriormente era conhecido como Aeroporto Internacional Alfredo Stroessner, nome adotado durante o governo de Alfredo Stroessner. 
O Aeroporto Silvio Pettirossi está localizado dentro do complexo Ñu Guazú (Campo Grande).  Um amplo espaço plano onde estão localizados o Parque Nu Guazú, o Parque Metropolitano Guasu, a Base da Força Aérea Paraguaia, a Primeira Brigada Aérea (Grupo Aerotático) e a Confederação Sul-Americana de Futebol, com seu Centro de Convenções e o hotel Bourbon. A 10 minutos fica o Distrito Financeiro de Assunção, onde estão localizadas as principais redes internacionais de hotéis, shopping centers e torres do Asunción World Trade Center.

## História
O aeroporto em sua forma atual foi inaugurada em 20 de março de 1980, durante o regime militar de Alfredo Stroessner, sendo nomeado como Aeroporto Internacional Presidente Stroessner, em homenagem ao próprio ditador. Após o derrubada de Stroessner e a restauração da democracia em 1989, foi renomeado para Aeroporto Internacional Silvio Pettirossi, em memória de Silvio Pettirossi, pioneiro da aviação paraguaia. Entre 1938 e 1980, o Aeroporto Silvio Pettirossi operou onde hoje se encontra o edifício do Grupo Aerotático da Força Aérea Paraguaia.
As obras do novo aeroporto inaugurado em 1980, no valor de cerca de 35 milhões de dólares, foram realizadas pela construtora Benito Roggio e Hijos S.A. e ECCA S.A., pelos arquitetos Raña Veloso, Forster, Torcello e Decoud, através da Lei nº 618, de 22 de dezembro de 1976.
Desde o início de suas operações, inúmeras companhias aéreas estrangeiras e nacionais operaram no Aeroporto Silvio Pettirossi, tais como a extinta Líneas Aéreas Paraguayas (LAP). Em 2006, o aeroporto passou pelo seu pior momento, operando apenas duas companhias aéreas: TAM Linhas Aéreas e Gol Linhas Aéreas Inteligentes, ambas brasileiras.
Um total de nove companhias aéreas de sete países operam atualmente. O aeroporto serve como um hub para LATAM Paraguay, Paranair e Sol del Paraguay.
O edifício do terminal está dividido em duas plataformas: a plataforma norte (portões 5 e 6) e a plataforma sul (portões 1-4). Um total de 6 mangas telescópicas operam para atender voos domésticos e internacionais. Em 26 de dezembro de 2012, começaram os trabalhos de ampliação e renovação do aeroporto, duplicando o número de passageiros que viajam por este terminal para 2 milhões por ano.